# Вестготское королевство
Вестго́тское короле́вство — раннефеодальное государственное образование, одно из так называемых варварских королевств, сложившихся на территории Западной Римской империи в условиях её распада в V веке. Возникло в 418 году на территории римской провинции Аквитания по договору короля вестготов Валии с римским императором Гонорием. Первым королём вестготского государства иногда называют Теодориха I. Просуществовало до 718 года, когда было почти полностью завоёвано арабами.

## Предыстория
В 375 году германское племя готов, в условиях нашествия гуннов разделилось на два потока — западных и восточных готов. В 395 году вождь вестготов Аларих был провозглашён королём. В ходе великого переселения народов вместе с другими германскими племенами — вандалами и свевами, а также сарматским племенем аланов вестготы двигались на запад.
После взятия Рима и смерти вождя вестготов Алариха в 410 году королём вестготов стал Атаульф, который пытался утвердиться в Италии, однако в 412 году после того, как потерпел неудачу, вместе со своим народом по договору с императором Гонорием ушёл в Южную Галлию, где им была выделена земля для расселения. Здесь предводителем вестготов Валией на месте бывшей римской провинции Аквитания на юго-западе Франции было создано государство вестготов. В 415 году вестготы ушли дальше, на территорию Испании.
В начале V века свевы, вандалы и аланы перешли Пиренеи и осели в Иберии, а вестготы обосновались в Аквитании. 1 января 414 года в Нарбонне состоялось бракосочетание вестготского короля Атаульфа, шурина Алариха, и Галлы Плацидии, сестры первого западно-римского императора Гонория.
В 414 году под предводительством Атаульфа, затем в 415 году под предводительством нового короля Валии вестготы проникали в Иберию. Валия имел дальнейшей целью перебраться через Гибралтар в Северную Африку, чтобы найти там страну для мирного проживания своего народа. Потерпев неудачу на этом направлении, он согласился на договор с Гонорием и поступил на римскую службу.
В 418 году Валия «устроил грандиозную бойню варваров во имя Рима. Он разгромил в битве вандалов-силингов в Бетике. Он уничтожил аланов, которые правили вандалами и свевами, так основательно, что когда их король Атакс был убит, немногие, кто выжил, забыли имя своего королевства и подчинились королю вандалов из Галисии Гундериху».
Дочь Валии была замужем за представителем свевской знати, что, по-видимому, позволило свевам избежать разгрома от вестготов и даже создать собственное королевство на северо-западе Иберии.
В качестве признания заслуг император выделил вестготским федератам территорию от предгорий Пиренеев на юге до Луары на севере. Здесь в 418 году Валия основал первое вестготское королевство, получившее, по главному городу Тулузе, название «Тулузского». Выделяя эти земли вестготским федератам, римский император ставил им задачу оборонять империю от восставшего населения северо-западной Галлии.
В условиях ослабления Западной Римской империи вестготы, не отрицая формальную верховную власть Рима, фактически приобрели полную самостоятельность.
Поселение вестготов на земли Галлии и части Испании состоялось в 418 году, что хронологически совпадает с приходом к власти вестготского короля Теодориха I. Несколько следующих десятилетий существования королевства вестготов основным направлением его внешней политики являлось стремление добиться выхода к Средиземному морю, что проявлялось попытками захватить города Нарбонн и Арль. Вестготский правитель Теодерих I воспользовался противоречиями после смерти Гонория в 423 году и закрепил свою власть в Галлии.

## Тулузское королевство
Первое государство вестготов также носит название Тулузского королевства вестготов и часто признаётся первым варварским государством на римской территории. Вестготы формально подчинялись римскому императору и служили в имперской армии. Король вестготов считался главным сановником в регионе и подданным императора.

### Условия расселения вестготов

Территория, выделенная вестготам в 418 году по договору вестготского короля Валии с римским императором Гонорием

Вестготы получили во владение не закрытую область, откуда было бы изгнано коренное население, а селились бок о бок с римлянами, которые должны были поступиться частью своих владений. Согласно действовавшему закону, провинциалы должны были уступить пришельцам одну треть земель пригодных для обработки, вестготы же получили две трети. Причина такой большой уступки связана с желанием римлян уничтожить вандалов и аланов, расселившихся в Испании. Именно это стало причиной того, что в 415—418 годах император Гонорий предложил вестготам значительные уступки в условиях их расселения, если те разорят аланские и вандальские земли на территории римской Испании. Вестготский король Атаульф в 415 году нанёс сокрушительный удар по вандалам-силингам в Бетике. Затем следующий вестготский король Валия в 418 году разорил аланские земли в Лузитании и Карфагенике, уничтожив основную часть их переселения, а также королей и большую часть знати. Именно за это вестготы получили столь щедрые территориальные уступки со стороны Западной Римской империи, получив под контроль Аквитанику и часть Септимании. Немаловажным фактором стало то, что 409—420 гг. из-за варварских набегов разорению подверглись обширные территории Галлии, включая Аквитанику. Обширные участки не обрабатывались и, таким образом, все равно не приносили своим владельцам никаких доходов. При этом римляне вполне могли оставить за собой как раз наиболее ценные участки. Луга и леса использовались вестготами и римлянами сначала совместно, позже они были пополам разделены между обоими собственниками. Две трети несвободного населения оставалось в собственности римлян.

### Правление Теодориха I (419—451)
Валия умер вскоре после того, как договор с императором был подписан и началось распределение земель. В 419 году на общем собрании готов королём был избран Теодорих I.
В 422 году вестготы совместно с римским полководцем Кастином выступили против вандалов в Бетике на самом юге Иберии. Когда победа была уже близка, готы ударили римлянам в тыл, и римляне потерпели тяжёлое поражение. Приказ об этом, вероятно, отдал сам Теодорих, но никаких последствий эта измена не имела.
После смерти Гонория в 423 году, пользуясь занятостью римской армии противостоянием франкам и бургундам, а также подавлением восстания багаудов, Теодорих предпринял несколько не увенчавшихся успехом попыток расширить территорию своего государства до Средиземного моря.
Теодорих обручил одну из своих дочерей с сыном короля вандалов Гейзериха, правда, до политического союза дело не дошло. Острие политического союза с Королевством вандалов и аланов могло быть направлено против Рима. В 429 году Теодорих заключил союз с свевами, закрепив его браком другой своей дочери с их королём Рехиаром. Опираясь на этот союз он опустошил окрестности Сарагосы и военной хитростью захватил Илерду на северо-востоке Иберии.
Несмотря на всё это договор Валии с Гонорием на протяжении всего времени правления Теодориха в целом соблюдался, вестготы признавали верховную власть императора и оставались союзниками Западной Римской империи, неся военную службу в её армии. И римляне были довольны результатами этого договора, не делали попыток пересмотреть его и продолжали добровольно расселять другие варварские племена в других частях Галлии практически на тех же условиях, на которых были расселены вестготы в Аквитании.
Теодорих I в 451 году погиб в сражении с Аттилой на Каталаунских полях. В 475 году его сын Эйрих провозгласил полную независимость вестготского королевства от Римской империи. В дальнейшем королевство Вестготов не подчинялось Восточной (Византийской) Римской Империи  и находилось в состоянии полной независимости от неё. На протяжении второй половины V века вестготы постепенно присоединили весь Пиренейский полуостров к своим владениям.

### Тулузское королевство во второй половине V века
После гибели Теодориха I вестготское войско провозгласило королём его сына Торисмунда. Он продолжил завоевательную политику отца. При этом его завоевательные устремления были направлены на завоевание Арморики на севере Галлии. Торисмунд был убит в 453 году проримски настроенными братьями Теодорихом (Теодорих II) и Фридерихом.
Теодорих II стремился быть главной опорой императора. В 456 году он сокрушил короля свевов Рехиара, продолжавшего грабить римские земли в Иберии, а Королевство свевов оказалось практически уничтоженным. Во время войны вандалов с империей в 455 году римский престол занял его ставленник — император Авит. После убийства Авита в 456 году Теодорих II счел бессмысленным продолжать дальше политику поддержки Рима, начатую ещё Атаульфом, и сблизился с сепаратистски настроенной галльской аристократией, но потерпев разгром под Арлем в 458 году, заключил с императором Майорианом обоюдовыгодный союз, возобновивший федеративные отношения вестготов с римлянами. После этого вестготы заняли Бетику. В 462 году Теодорих II заключил мир со свевами. В том же году он завладел Нарбонной на берегу Средиземного моря.
В 461 году Теодорих II отозвал с должности одного римского военного губернатора (Непоциана) и поставил на его место другого, тоже римлянина. Какова бы ни была конкретная политическая подоплёка этого события, но этот факт свидетельствует о степени могущества вестготского короля, которого он достиг к этому времени.
Теодорих II был убит в 466 году Эйрихом — своим братом, четвёртым сыном Теодориха I, ставшим следующим королём вестготов.

Примерные границы королевства вестготов в период расцвета

Эйрих (466—484) отказался от статуса римского федерата. Он продолжил политику расширения границ государства, и при нём Вестготское королевство превысило территорию, выделенную вестготам в 418 году по договору Валли с Гонорием, в шесть раз и стало самым большим государственно-территориальным образованием в Западной Европе, простираясь от побережья Атлантического океана на западе, до Роны на востоке и Луары на севере. Двор Эйриха не находился постоянно в Тулузе, а перемещался по стране, задерживаясь, по обстоятельствам, в Бордо, Арле и других пунктах. В 475 году римский император Юлий Непот стремился во что бы то ни стало заключить мир с вестготами. В то же время Эйрих не стремился к созданию всемирной империи. В последние годы своей жизни он не вёл никаких войн, занимаясь устройством уже захваченных территорий и церковной политикой. При Эйрихе началось составление Вестготской правды — свода вестготского обычного права. Многократно ранее обещаемая независимость Вестготского королевства никогда не получила от римлян никакого государственно-правового оформления. Королевство вестготов обрело полную независимость в 476 году с прекращением существования Западной Римской империи. Эйрих единственный из тулузских вестготских королей, умерший своей смертью. К 484 году, когда Эйрих умер, Королевство вестготов достигло пика своего могущества. Даже несмотря на свою максимальную географическую удаленность от Персии, оно представляло интерес для персов в их противостоянии с Восточной Римской империей.
Преемником Эйриха на вестготском престоле стал его малолетний сын Аларих II. В 490 году вестготы выступили союзниками остготов в войне против Одоакра. В 493 году союз вестготов и остготов был укреплен браком Алариха II с дочерью остготского короля Теодориха Великого Тиудигото. С северогалльским осколком Западной Римской империи — Суассонской областью — поддерживались мирные отношения. Когда в 486 году франки захватили эту область, бывший римский её наместник Сиагрий получил убежище в Тулузе. Во франкско-бургундской войне Аларих II оказал поддержку бургундам (что, однако, не помешало бургундам в 507 году выступить совместно с франками, когда те обрушились всей своей мощью на вестготов).
Франки с конца V века начали представлять серьёзную угрозу для вестготов. В 502 году между франками и вестготами был подписан мир. Через пять лет франкский король Хлодвиг I нарушил это мирное соглашение. В 507 году в битве при Пуатье вестготы потерпели сокрушительное поражение. Аларих II погиб в бою, а вестготы лишились владений в Галлии (потеряли Аквитанию за исключением узкой прибрежной полосы Септимании), однако сохранили контроль над Иберией до конца века за исключением территорий, находящихся под властью свевов и басков.

### Тулузское королевство в VI веке
После гибели Алариха II наступил кризис Тулузского королевства. Бургунды из союзников вестготов превратились во врагов. Столица вестготского государства из разрушенной франками Тулузы переместилась сначала в Нарбонну, а затем в Барселону. От ещё больших потерь вестготов спас Теодорих Великий, который стал опекуном при малолетнем сыне Алариха II, своем внуке Амаларихе, что означало фактический переход вестготов под верховенство остготского короля.
Вестготская казна была вывезена в Равенну — столицу остготского государства. Теодорих Великий требовал от своих представителей в Королевстве вестготов соблюдения его римских законов, независимо от того, совпадали ли они с вестготскими. На вестготские территории были распространены налоги, установленные в остготском королевстве. Иберия должна была снабжать Италию продовольствием. Теодорих Великий всячески покровительствовал смешанным бракам, видя в этом средство восстановления прежнего племенного единства готов.
После смерти Теодориха Великого в 526 году связь между двумя ветвями готского племени снова начала ослабевать. Лишившись защиты сильного остготского короля, Амаларих, ставший совершенно самостоятельным королём, попытался вступить в союз со своими опаснейшими противниками, франками. Для этого он добился брака с дочерью Хлодвига Хлодехильдой. Но из-за того, что франки были ортодоксальными христианами, а вестготская знать исповедовала арианство, этот политический ход Амалариха оказался неудачным. Сам Амаларих скоро занял враждебную позицию по отношению к своей жене, чем создал для её брата Хильдеберта повод к возобновлению франко-вестготской войны в 531 году. Хильдеберт предпринял поход в Септиманию (южная часть Галлии) и разбил вестготов под Нарбонной. Амаларих бежал в Барселону, где в том же году погиб при неясных обстоятельствах.
Через несколько месяцев междуцарствия после смерти бездетного Амалариха королём вестготов был избран Теудис (531—548), остгот, не породнившийся ни с кем из вестготов, один из полководцев Теодориха Великого и опекун Амалариха в первые годы после смерти в 507 году его отца Алариха II. Теудис ещё при жизни Теодориха Великого, подчиняясь ему безотказно, добился достаточно независимого положения. Будучи в течение долгого времени представителем Теодориха в вестготском государстве, Теудис имел богатый государственно-политический опыт и сразу же после занятия престола проявил себя энергичным правителем. Ему удалось не только стабилизировать положение на границе с франками, но и возвратить вестготам некоторые потерянные ими пункты в Септимании. Этот свой успех Теудис развивать не стал, предпочтя устанавливать свою реальную власть в иберийской части вестготских владений. Он покинул Нарбонну и перенёс столицу за Пиренеи. Постоянного местоположения королевской резиденции не было, она располагалась по обстоятельствам там, где это было нужно королю — в Барселоне, Толедо, Севилье. С этого времени политика всех вестготских королей к северу от Пиренеев была направлена лишь на сохранение ещё остававшихся там владений.
Теудис принял первые в вестготском королевстве меры, направленные к правовому объединению вестготов и их римских подданных, на стирание различий между ними — был издан закон о равных для римлян и готов судебных издержках.
Теудис был убит в 548 году. В годы правления Атанагильда (551—567) происходило углубления кризиса вестготского государства. В 552 году византийцы захватили южное побережье Иберийского полуострова.

### Иберия во времена Тулузского королевства

Начало периода Вестготского королевства в испанской и португальской истории

В 409 году Иберия сильно пострадала от нападений свевов, вандалов, и аланов. После разгрома аланов и вытеснения в Северную Африку вандалов имперская власть там оказалась в значительной степени дезорганизована, а участие вестготов в иберийских делах было неактивным. Большая часть Иберии стала ареной свевских разбоев.
За вторую половину V века вестготы, продвигаясь лишь постепенно, в результате не одной экспедиции, смогли занять значительную часть земель на Пиренейском (Иберийском) полуострове. Хотя Королевство свевов на северо-западе Иберийского полуострова и понесло сокрушительное поражение, таким образом, оказавшись на грани своего падения в 456 году, свевы до 585 года сохраняли свою независимость и претендовали на ведущее положение на полуострове. Разгром свевов не привел к немедленному установлению вестготского контроля на территориях, разоряемых до этого свевами, юг Иберии фактически был независим.
Северная часть полуострова, населённая васконами (басками) и кантабрами, была полностью независима и от свевов, и от вестготов.
До начала франкского наступления Иберия имела для вестготов второстепенное значение по сравнению с Галлией, вестготы занимали там только важнейшие опорные пункты — Мериду, Севилью и Таррагону. По мере нарастания франкской угрозы всё больше и больше вестготов начало переселяться из Галлии в Иберию.
Возрождение Королевства вестготов началось при Леовигильде на территории Иберии. Ещё в правление Атанагильда королевский двор остановился в Толедо. В 580 году этот город окончательно стал столицей королевства. Его преимущества перед другими возможными местами расположения королевской резиденции заключались в удобном географическом положении в центральной части страны и отсутствии в нём сколь-либо укоренившихся римских традиций.

## Толедское королевство

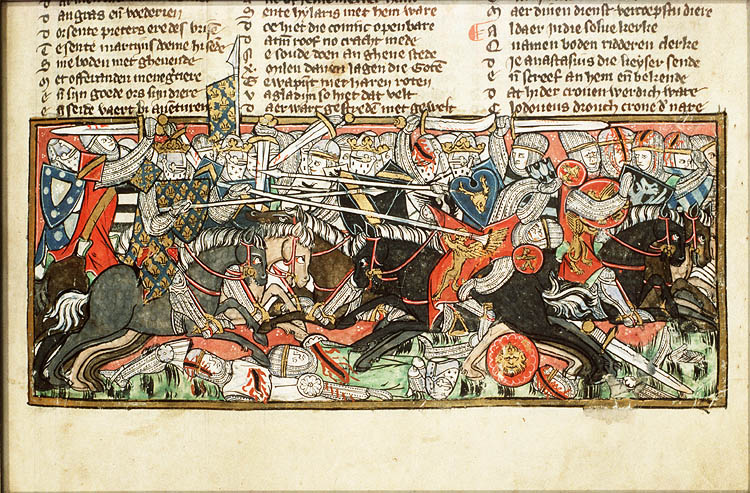
Хлодвиг I сражается с вестготами

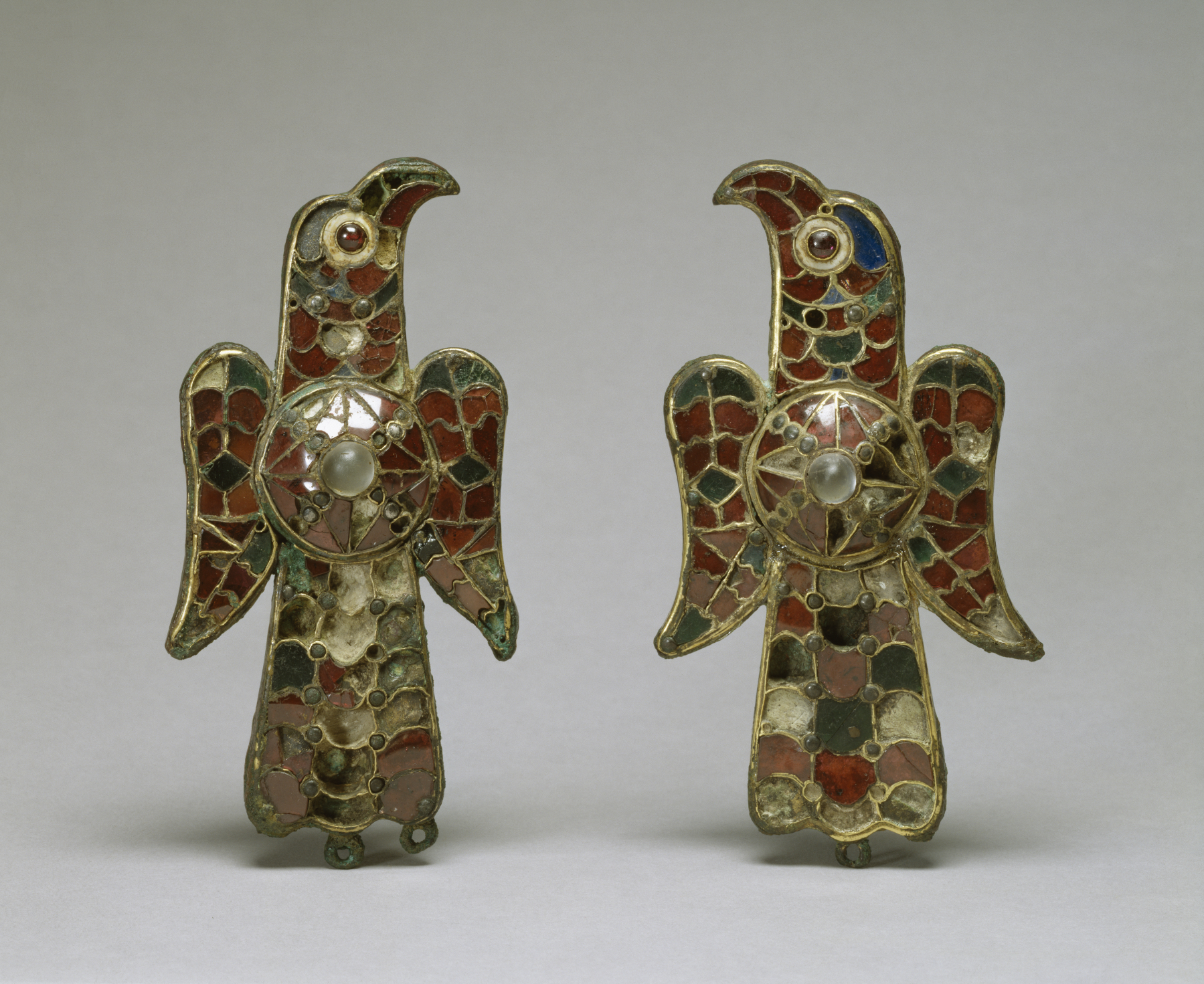
Вестготская пара орлов на фибуле (броши для застёгивания одежды), Испания

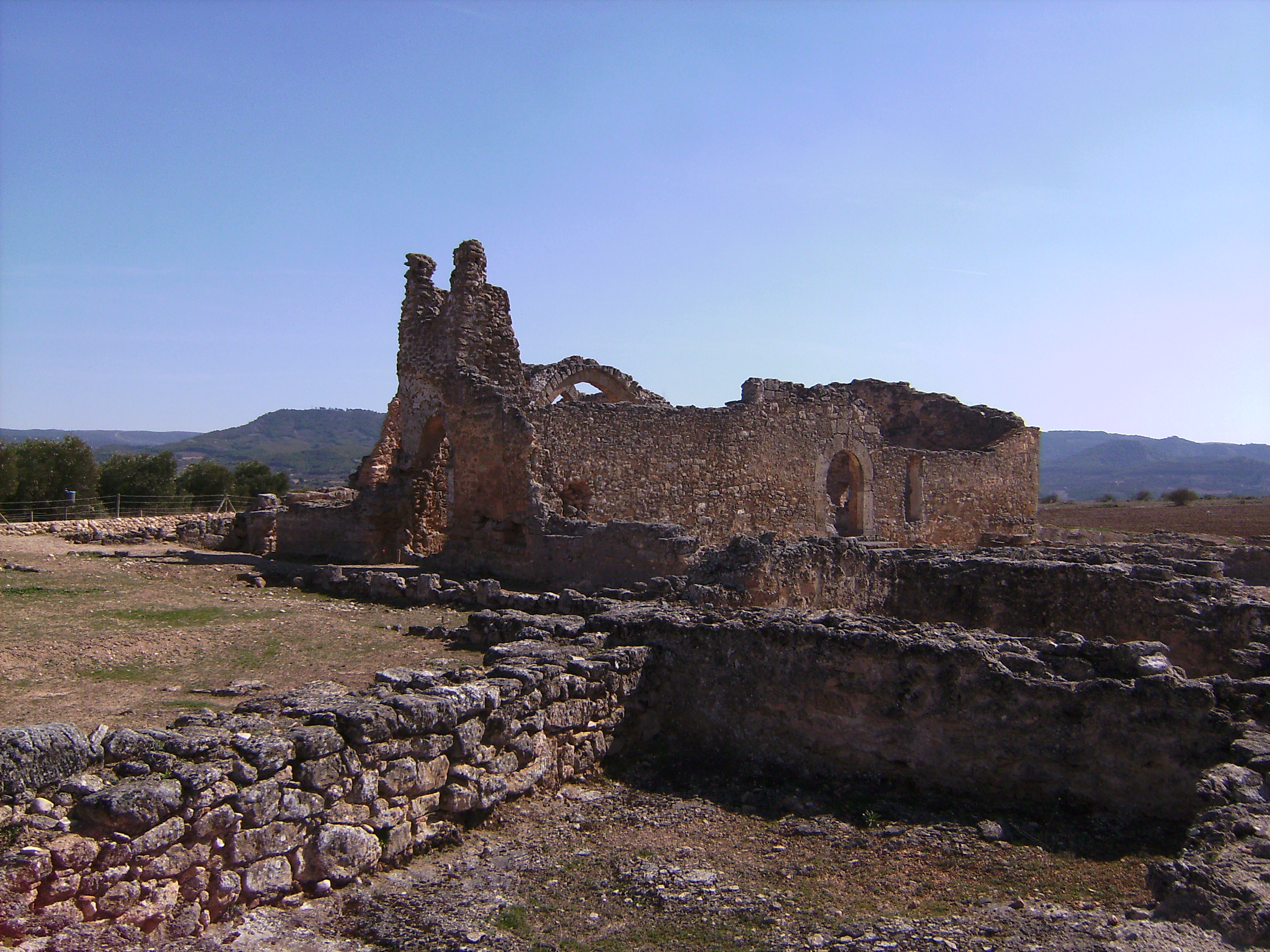
Остатки базилики Реккополиса. Испания

### Правление Леовигильда
Леовигильд, соправитель своего брата короля Лиувы с 568 года и единоличный правитель с 572 года, обрел власть в вестготском королевстве в ситуации политической анархии, достигшей после смерти Атанагильда апогея. Магнаты, совершенно не считаясь с центральной властью, превращали свои владения в мини-государства. Извне угрожали свевы, франки и византийцы. При этом, будучи ортодоксальными христианами, франки и византийцы находили как тайных, так и открытых союзников среди романского населения страны.
Леовигильд энергично и умело взялся за защиту своего престола. С самого начала своего царствования он повёл ожесточённую борьбу с внутренними и внешними врагами, не сдерживая себя в средствах борьбы, не останавливаясь даже перед самыми кровавыми: «Леовигильд был безжалостен к некоторым из своих людей, если он видел кого-то выдающегося знатностью и могуществом, то либо обезглавливал его, либо отправлял в ссылку. Он был первым, кто увеличил поборы и первым, кто наполнил казну, грабя граждан и обирая врагов.» Подавляя мятежных магнатов и крестьянские восстания, Леовигильд опирался на королевских дружинников и на народное ополчение, состоявшее из свободных вестготов. Вознаграждением за службу им были земельные пожалования от короля. Королевские же владения пополнялись за счёт конфискаций у мятежных магнатов, при этом сопротивлявшихся он казнил. Опора на низшие классы народа позволила сильно ограничить могущество местных готских магнатов, опасных врагов королевской власти. При этом целенаправленной политики создания опоры для себя в виде слоя служилой знати, взамен племенной аристократии, Леовигильд не вёл.
В 570 году Леовигильд начал войну с византийцами. В 572 году в руках Византии осталась лишь узкая прибрежная полоса. Не имея флота, Леовигильд не мог полностью вытеснить византийцев с Иберийского полуострова. Местные византийские власти, не получая помощи из Константинополя, были вынуждены просить мира. Леовигильд счёл свою задачу на юге выполненной.
В 585 году после многолетней борьбы Леовигильд полностью подчинил себе свевов. Королевство свевов прекратило своё существование.
Стремясь наладить с франками мирное существование, Леовигильд в 579 году женил своего старшего сына Герменегильда на франкской принцессе Ингунде. Планировалась также женитьба младшего сына Реккареда на другой франкской принцессе, но она не состоялась. Дипломатические усилия не привели к заключению мира с франками. В то же время конфессиональное различие между Ингундой (ортодоксальная христианка) и вестготской стороной (ариане) опять, как ранее в случае Амалариха, породили раздоры в королевском доме, вылившиеся в мятеж Герменегильда, перешедшего в ортодоксально-никейское вероисповедание, против короля, подавленный в 584 году.
Желая создать мощное государство, Леовигильд ориентировался на Византию, как образец. Он желал устроить своё государство по имперскому типу с сильной королевской властью в противоположность старому германскому с сильной племенной аристократией. Вестготское королевство должно было напоминать империю и по внешнему облику. Следуя византийскому образцу, Леовигильд установил пышный дворцовый церемониал, первым из вестготских королей стал носить корону и «первым сел на трон в королевских одеяниях; ибо прежде правители носили те же одежды и сидели на тех же сидениях, что и остальной народ». Если раньше вестготские короли ничем не отличались от своего окружения, то теперь внешний вид короля стал резко отличать его от подданных. Это было не только подражанием императору, но и знаком разрыва со старыми германскими традициями.
Леовигильд первым из постримских европейских королей приказал чеканить золотые монеты со своим именем и изображением, что подчёркивало равноправное с императором положение вестготского короля.
В годы правления Леовигильда был пересмотрен свод вестготских законов, его статьи были усовершенствованы в направлении дальнейшей романизации германского права. Помимо прочего целью законодательной деятельности Леовигильда было окончательное уравнивание в правах этнических групп вестготского государства — отменялся существовавший до сих пор запрет на браки между римлянами и готами, устранялось особое положение готов в суде.
В 578 году был заложен первый на территории бывшей Западной Римской империи варварский город Реккополис.
Леовигильд умер своей смертью в 586 году.
Леовигильд, предварительно уничтожив несколько знатных семей, впервые в вестготской истории оформил право династического наследования. В результате его сын Реккаред вступил на престол без политических дрязг.
Во всём, кроме религиозной сферы, Реккаред I (586—601) в целом продолжил политику отца. Стараясь добиться мира с франками, он тоже рассчитывал на какой-либо династический брак, и тоже не преуспел, а все военные акции франков, вестготы успешно остановили.

### Толедское королевство в VII веке

Государство вестготов в 586—711 годах

Вестготские короли после Эйриха (466—484) не предпринимали попыток внешней экспансии. На суше их ограничивало сильное Франкское государство, а на море вестготы не имели серьёзного флота (их флот вообще начал создаваться только при короле Сисебуте). Границы королевства стабилизировались после 507 года, когда франки отняли у вестготов большую часть их изначальных галльских владений, и севернее Пиренеев у них осталась лишь Септимания. Территории на юге Иберийского полуострова, захваченные византийцами в 552 году, были большей частью отвоеваны обратно через двадцать лет при Леовигильде. Сисебут (612—621) продолжил борьбу за эти территории военными и дипломатическими способами, а завершил это дело Свинтила (621—631) в 625 году.
Сохраняли свою фактическую независимость васконы (баски). Вамба (672—680) пытался покорить их в самом начале своего правления, но из-за вспыхнувшего мятежа в Септимании вынужден был свернуть кампанию против них. В 711 году военный поход Родериха против васконов прервало арабское вторжение.

### Борьба королевской власти со знатью
Несмотря на установленный Леовигильдом закон о престолонаследии, королевская власть по-прежнему оставалась непрочной, знать постоянно вступала в конфликты с монархами и часто имела в них перевес. Сразу после смерти Реккареда I стали нарастать противоречия в правящей верхушке королевства, и его сын, внук Леовигильда, Лиува II, просидел на троне всего два года и в 603 году был свергнут в результате заговора. В 631 году таким же образом был свергнут другой его внук Свинтила (621—631).
Узурпаторам, как правило, не удавалось прочно укрепиться на троне и передать власть своим сыновьям, но шла упорная борьба между королями и знатью за свои интересы. В 633 году общегосударственный собор (Четвёртый Толедский собор) узаконил права очередного узурпатора Сисенанда на трон, но объявил, что должность короля впредь будет избираемой (75-й канон), в избрании будут участвовать все знатные люди и епископы королевства, а претендент на престол должен быть благородного происхождения, не принадлежать к числу священнослужителей и не быть иностранцем. Последующие общегосударственные соборы постоянно подтверждали недопустимость преступлений против престола, принимали многочисленные постановления, направленные на защиту короля. На случай убийства короля от преемника требовали обязательного наказания виновных (усилия в этом направлении оправдывались — Виттерих (603—610) был не последним свергнутым королём, но последним умершим насильственной смертью). В 646 году светское наказание за участие в мятежах было дополнено наказанием церковным — всякий виновный в соучастии в преступлении против престола, включая клириков вплоть до епископа, предавался анафеме и до своей смерти отлучался от церкви. С того же года к преступлению против престола стала приравниваться и наказываться конфискацией половины имущества всякая критика короля, откуда бы она ни исходила, пусть даже из церковной среды. Одновременно с усилением гарантий безопасности короля соборы принимали законы, дававшие знати гарантии соблюдения её прав.
К середине VII века вестготская знать в своем противостоянии королевской власти достигла больших успехов. Попытки короля Свинтилы (621—631) ограничить права знати привели к его свержению. Однако и узурпатор Сисенанд (631—636) не пользовался всеобщей поддержкой ни со стороны вестготской знати, ни даже церкви. Его преемник Хинтила (636—639) получил в свои руки крайне ослабленное и нестабильное государство и сильно опасался узурпации трона. За короткий срок своего правления он дважды созывал общегосударственный собор, и на обоих принимались законы, направленные на обеспечение прав и укрепление безопасности короля и его семьи. Хоть сам Хинтила и умер своей смертью, сменивший его на троне сын Тульга (639—642) уже на втором году своего царствования получил заговор против себя. Хиндасвинту, кандидату на престол, которого мятежники выдвинули после свержения Тульги, было 79 лет.
В 642 году Хиндасвинт был официально провозглашён королём советом знати и епископов, как то регламентировалось 75-м каноном о выборности короля, принятым на Четвёртом Толедском соборе. Расчёт мятежников на то, что 79-летний старик это ненадолго, и что он будет удобным для них временным правителем, оказался ошибочным — Хиндасвинт просидел на троне тринадцать лет и, желая раз и навсегда покончить с мятежами, боролся со знатью так беспощадно, как ни один другой вестготский король до него. При нём королевская власть в вестготском государстве была сильна как никогда.
Уже на первом году своего правления Хиндасвинт принял специальный закон, карающий преступников против государя, народа и родины. Этот закон, во-первых, включал в число таких преступников как собственно мятежников, так и беглецов в чужие страны, во-вторых, имел обратную силу, то есть его действие распространялось на время до правления Хиндасвинта. Кроме того этот закон предусматривал конфискацию имущества преступника в пользу короля даже если король оставлял преступнику жизнь (имущество казненных конфисковывал ещё Леовигильд). Таким образом с помощью репрессий против мятежников король укреплял ещё и своё экономическое положение, получал средства для вознаграждения своих сторонников.
Другие законы, направленные против знати, преследовали цель препятствовать созданию сильных группировок в её среде. Так, одной из мер, направленных на достижение этой цели, было резкое ограничение приданого: оно не должно было превышать 1000 солидов, 10 рабов и 10 рабынь, а также 10 коней.
В отличие от Леовигильда, Хиндасвинт уже специально стремился к фундаментальному преобразованию властной прослойки общества — прежнее независимое дворянство подлежало замене придворной служилой знатью, во всём благодарной королю и связанной особой клятвой верности, а также везде и всегда сопровождающее монарха.
Укрепляя свою королевскую власть, Хиндасвинт нацеливался и на отмену закона о выборности короля, утверждённого на Четвёртом Толедском соборе, стремился закрепить вестготский престол за своими потомками. Чтобы сделать более вероятным переход трона к сыну Реккесвинту, он на седьмом году своего правления объявил, имея для этого формальный повод, его своим соправителем. Совместное правление короля и принца продолжалось без малого пять лет. C 653 по 672 год Реккесвинт правил единолично, в целом во всем продолжая политику отца.
Хотя Реккесвинт четыре года являлся соправителем отца, он чувствовал себя не вполне уверенно, понимая, что его приобщение к трону было не вполне законным. Поэтому он немедленно созвал очередной синод (Восьмой Толедский собор) «для подтверждения королевства». Помимо прочего, этот собор принял решение о наследовании трона. Решения Четвёртого Толедского собора и Пятого Толедского собора были уточнены таким образом, что в случае смерти короля новый должен быть избран как можно скорее в столице или в том месте, где король умер, с согласия епископов и высших дворцовых чинов. Так сохранялся принцип выборности короля, с одной стороны, и чинились преграды узурпаторам, с другой стороны.
Смерть Хиндасвинта пробудила надежды оппозиции на реванш. Однако тринадцать лет его крайне жесткой политики сделали своё дело — вестготская знать получила такой тяжёлый удар, что когда в 653 году случилось возглавленное Фройей открытое выступление против Реккесвинта, мятежники не получили поддержки от тех, на кого могли рассчитывать. Хотя мятеж был довольно легко подавлен, Реккесвинт счел необходимым немного ослабить внутреннее политическое напряжение. Он заявил, что клятва его отца не прощать мятежников противоречит необходимости быть милосердным, и объявил широкую амнистию. Правда, о возвращении имущества, конфискованного у мятежников согласно закону принятом при Хиндасвинте, речи не шло — это имущество объявлялось собственностью не короля, а короны.
Все-таки установиться династии Хиндасвинта не было суждено, так как, по-видимому, Реккесвинт умер бездетным. В 672 году королём вестготов был избран Вамба. И опять мятеж против центральной власти начался почти сразу, как только новый король взошёл на престол.
В годы правления Вамбы к числу обычных причин, порождавших недовольство королевской властью, прибавились меры по укреплению армии, распространившие воинскую повинность на всех жителей королевства. Согласно новому военному закону при первом известии о вторжении врагов или в случае внутренних волнений каждый епископ, герцог, граф и вообще любой человек, которому это поручено, должен был немедленно составить войско. При этом защищать престол и/или государство должны были все жители королевства независимо от того, к какой «партии» они принадлежат. Это положение имело целью сплотить страну и не дать возможности уклониться от участия во внешней или гражданской войне под предлогом принадлежности к противной группировке. Священники, окружавшие себя, как и знать, вооружённой свитой, при Вамбе также были обязаны нести военную службу. А рабовладельцы должны были являться в армию со своими рабами. Последнее положение, противореча само по себе и германским, и римским традициям (то есть являлось несомненной новацией Вамбы), вызвало недовольство ещё и тем, что привлечение рабов к военной службе отвлекало их от работы на хозяина.
Для не выполнявших свой воинский долг при вражеском нападении, закон Вамбы предусматривал суровые наказания — вечное изгнание и конфискацию всего имущества для высших чинов церкви и знати, и фактическое лишение гражданских прав вплоть до превращения в казённых рабов для представителей более низкого сословия. Особенно суровые наказания предусматривались в случае уклонения от подавления внутреннего мятежа. Только официально засвидетельствованная болезнь могла освободить человека от воинской обязанности, но и в этом случае больной должен был направить в армию своих слуг, вооружив их за свой счёт.
Недовольство Вамбой ширилось. Король принял активные меры против недовольных. Начались довольно жёсткие репрессии. Теряя в значительной степени поддержку знати, Вамба попытался идти по стопам Хиндасвинта, формируя слой лично ему преданных людей, с помощью которых он мог бы противостоять старой знати. Пытался он противопоставить недовольной знати и церковь, для чего увеличивал количество епископов. Но среди клириков было много недовольных, поскольку военный закон фактически лишал церковников многих их привилегий. Если Хиндасвинт сумел использовать церковь для укрепления королевской власти, то Вамба оттолкнул церковь от себя. И это скоро сказалось на судьбе самого короля — церковники приняли участие в его свержении.
После Вамбы ни один король больше не пытался укрепить государство и свою власть за счёт светской и духовной знати. Законы же, ущемляющие права знати, сразу после восшествия на трон Эрвига (680—687) начали смягчаться.
Король Эгика (687—702), племянник по материнской линии короля Вамбы, свергнутого Эрвигом с престола, по опыту Хиндасвинта назначил своего сына Витицу своим соправителем, и тот после смерти отца взошёл на трон. Однако и в этом случае, хоть у Эгики, в отличие от Хиндсавинта, и был внук, династия все равно не установилась — после смерти Витицы в 709 году аристократы в обход сыновей Витицы возвели на престол Родериха (709—711).

## Церковь в Королевстве вестготов
Вестготы, исповедовавшие арианство (приняли его около середины IV века вместе со всеми другими готскими племенами) составляли лишь незначительную часть (несколько процентов) всего населения королевства. Подавляющую часть составляли потомки римлян и романизированное коренное население, исповедовавшие ортодоксальное христианство. Религиозная рознь сильно препятствовала слиянию римского и вестготского населения в единую массу подданных короля, порой перерастая в открытую вражду, как это впервые было при Амаларихе и потом, когда под флагом ортодоксальной веры поднял свой мятеж Герменегильд, получивший поддержку ортодоксального населения Южной Испании и византийских властей. Ортодоксами к тому времени были и враги вестготов свевы.
Король Эйрих (466—484) не без оснований видел в ортодоксально-никейской церкви злейшего врага вестготского господства и по этой причине чинил препятствия высшим её иерархам, препятствуя замещению вакантных епископских кафедр, в результате чего ортодоксальные общины оставались без официального своего главы, что, в свою очередь, влекло к застою в церковной жизни.
После Эйриха до Леовигильда (568—586) вестготские короли не чинили серьёзных препятствий ортодоксальной церкви.
Понимая, что единому государству должна соответствовать единая государственная религия, что необходимо отказаться от представления, что ортодоксально-никейская конфессия — это римская вера, а арианство — готская, Леовигильд сделал ставку на привычное ему арианство, предоставив арианам все мыслимые преимущества. В 580 году при дворе короля был организован первый (и последний) арианский собор, который выработал постановление о постепенном обращении ортодоксальных епископов в арианство. Образ действий Леовигильда был жестче приёмов Эйриха, но религиозных гонений не было, ссылки использовались в исключительных случаях, преобладали дискуссии, уговоры, вознаграждения, угрозы. Гибкая тактика Леовигильда принесла лишь небольшие плоды.

### Принятие Реккаредом ортодоксально-никейского христианства
Религиозная сфера — единственная область, в которой наследник Леовигильда Реккаред (586—601) повёл политику, отличную от отцовской. Поняв, что невозможно навязать религию меньшинства подавляющему большинству населения страны, и находясь в окружении ортодоксально-никейских государств, он решил сделать единой государственной религией ортодоксально-никейское христианство. В первый же год своего правления Реккаред перешёл из арианства в исповедание никейского христианства. Он вернул ортодоксальному духовенству собственность, отобранную предыдущими правителями в пользу казны, восстановил церкви и монастыри и сделал им дополнительные дары. При этом арианские епископы, принявшие Никейский Символ веры, сохраняли свой сан.
Сразу после своего обращения Реккаред направил послов к франкским королям Хильдеберту II и Гунтрамну с предложением союза на том основании, что теперь он одного с ними вероисповедания.
Естественно, что Реккаред сразу столкнуться с оппозицией арианских епископов. Вестготская знать также боялась, что превращение веры римлян в государственную религию приведёт к потере готами своего положения. В 587 году в Септимании случился, но был быстро подавлен, арианский мятеж, а в 588 году в Мериде был предотвращен арианский заговор. Тогда же произошло восстание в Лузитании. Очень опасными были интриги, которые поддерживала фанатичная арианка вдова короля Атанагильда Гоисвинта — обращение короля в ортодоксальную веру практически лишало вдовствующую королеву влияния, которое она до сих пор сохраняла.

### Третий Толедский собор
В 589 году под председательством Реккареда прошёл третий общегосударственный Толедский собор. Король определял круг обсуждаемых вопросов, имел практически неограниченные возможности влиять на постановления собора и мог придавать решениям собора статус законов. Такие огромные права светского правителя в отношении собора вытекали естественным образом из положения «короля Божьей милостью». На этом соборе арианские епископы и готская знать подписали ортодоксальное вероисповедание. Кроме того собор вынес несколько постановлений по вопросам литургии и церковного права и выпустил несколько законов против приверженцев иудаизма (евреям запрещалось иметь рабов-христиан, жен и наложниц из числа христианских женщин, а также предписывалось, чтобы дети от таких связей крестились).
Третий Толедский собор предоставил королю власть в отношении церкви в вестготском королевстве аналогичную той, которой обладал у себя по отношению к церкви византийский император, возвысив тем самым королевскую власть в церковном отношении до уровня, соразмерного уровню власти императора. Церковь с полной готовностью стала на службу ортодоксального правителя.
Третий Толедский собор довел до конца политику объединения общества вестготского королевства — пали последние формальные барьеры между господствующим слоем вестготов и римлянами, были созданы все предпосылки для слияния обеих этнических групп. Кроме того, если арианская литургия совершалась на готском языке, что способствовало его сохранению в условиях огромного численного преобладания римлян, то ортодоксальная служба велась на латинском языке, и это лишало готский язык последней сферы его официального применения. В результате довольно быстро двуязычные до этого вестготы практически полностью потеряли свой язык и перешли на латынь.
Следующий общегосударственный собор был созван только через сорок четыре года.

### Восемнадцатый толедский собор
В VII веке продолжали расти противоречия между римско-католической и православной церквями, хотя до окончательного разрыва между ними оставались столетия. Трулльский собор, состоявшийся в Константинополе в 691—692 годах, осудил некоторые из традиций римско-католической церкви. Римский папа Сергий отказался признавать решения Трулльского собора. Восемнадцатый Толедский собор, состоявшийся за несколько лет до вторжения мусульман (предположительно в 703 году), поддержал и одобрил все решения Трулльского собора. Тем самым королевство вестготов подтвердило свою приверженность православию. Однако вскоре после завоевания почти всей Испании мусульманами король Астурии Фруэла I Жестокий отменил решение собора и фактически перешёл на сторону римско-католической церкви.

### Политика в отношении иудеев
Закон о недопустимости для евреев иметь христианских рабов соблюдался плохо. В 612 году король Сисебут (612—621) потребовал до середины года освободить всех таких рабов без каких-либо условий и с определённым имуществом за счёт бывшего господина, то есть бывший раб еврея, в отличие от прочих вольноотпущенных, делался полноценным членом общества. В случае саботажа освобождения раба-христианина имущество еврейского хозяина конфисковывалось в королевскую казну. В то же время еврей, переходивший в христианство, освобождался от этих ограничений. Сурово, вплоть до смертной казни, карался переход в иудаизм. На случаи подкупа христиан евреями с целью предотвратить применение антииудейских законов для подкупленных установилось наказание в виде отлучения от церкви и предания анафеме, независимо от того, светское или духовное лицо оказывалось виновным.
Сисебут не только подтвердил все положения, принятые на Третьем Толедском соборе против евреев, но пытался сделать ещё более решительный шаг — попытался силой обратить их в христианство. Все евреи, отказывавшиеся креститься, должны были покинуть королевство, а всем подданным под страхом сурового наказания запрещалось давать им убежище и оказывать какую-либо помощь. Значительная часть евреев, отказавшихся отречься от веры предков, покинула королевство, те же, кто отвергли крещение, но остались, были подвергнуты пыткам, а их собственность была конфискована.
Меры Сисебута, в принципе, укладывались в рамки развернувшейся в то время по всей Европе антииудейской политики, но если спустя некоторое время другие государства вернулись на позиции веротерпимости, антииудейское законодательство вестготов сохраняло свою жесткость вплоть до самого падения их державы.
Свинтила (621—631) продолжил антиеврейскую политику Сисебута, хотя и несколько смягчил её, что позволило части евреев вернуться в Испанию.
В 80-е годы VII столетия в правление короля Эрвига борьба с иудейской религиозной общиной вышла на первый план в государственной деятельности. Антииудейское законодательство времен Сисебута было смягчено в части отмена смертной казни, но евреям было запрещено заниматься любой деятельностью, где они командовали бы христианами. Эрвиг был последовательнее, чем его предшественники, в стремлении насильно обращать иудеев в христианство. Архиепископ Толедо Юлиан, будучи сам потомком крещённых евреев, с исключительным рвением выступал против иудеев и иудаизма, ведя с ними идейную борьбу, и используя всю силу церковной и королевской власти. Ещё ряд законов против иудеев был принят в начале 90-х годов VII века — евреям было запрещено посещать рынки и вести торговлю с христианами, для тех из них, кто не желал принять крещение, вводился особый «еврейский» налог, за уплату которого они несли коллективную ответственность.
Своей кульминации антииудейское законодательство достигло в 694 году, когда выяснилось, что испанские иудеи вступили в сношения со своими зарубежными единоверцами, чтобы устроить заговор против государства вестготов. Чрезвычайно резкая реакция вестготов показывает, что они полностью осознавали тяжесть нависшей угрозы. Меры, предложенные королём Эгикой были столь суровы, что прелаты, собравшиеся на синод (Семнадцатый Толедский собор), даже предпочли их несколько смягчить. Если Эгика предлагал всех заговорщиков безжалостно казнить, то собор постановил всех евреев лишить состояния и свободы и изгнать из Испании. Королю было предоставлено право продавать иудеев по своему усмотрению. Дети евреев разлучались с родителями по достижении семилетнего возраста и передавались на воспитание в христианские семьи.
В Септимании, которая была частью Вестготского королевства и подчинялась всем его светским и церковным законам, отношение к евреям было более мягким, чем южнее Пиренеев, и во второй половине VII века Септимания стала убежищем для многих иудеев, бежавших или изгнанных оттуда.
Арабское завоевание освободило евреев от бесправного положения.

## Падение Королевства вестготов
К 710 году арабы завоевали всю Северную Африку и в этом году предприняли первую серьёзную попытку проникновения на Иберийский полуостров. Плацдармом им служил город Сеута на южной стороне Гибралтарского пролива. Военная экспедиция из четырёхсот человек носила преимущественно разведывательный характер и увенчалась полным успехом. В июле 711 года Гибралтарский пролив пересек отряд под командованием Тарика ибн Зияда, состоявший уже из семи тысяч мусульманских воинов (300 арабов, остальные — берберы). Король Родерих в это время вел войну с васконами (басками) на противоположном краю полуострова. Это позволило тысячам мусульманских солдат переправиться через пролив всего на четырёх кораблях и спокойно начать продвижение на север в направлении Севильи, а через некоторое время получить в подкрепление ещё несколько тысяч солдат. В битве при Гвадалете вестготское войско было полностью разгромлено. Какие-либо подробности этой битвы неизвестны. Доподлинно неизвестна и судьба короля. Причины поражения вестготов в этой битве могут объясняться недостатком времени для подготовки к сражению, скорой гибелью короля и ближайших его соратников, вероятной изменой некоторой части войска, преимуществами арабской конницы.
Хотя после поражения при Гвадалете группы сторонников Родериха в разных местах страны пытались сопротивляться, не нашлось человека, который сумел бы организовать борьбу с захватчиками в масштабе всего государства. Толедо, столица вестготских королей, сдался без сопротивления. Значительная часть вестготской аристократии предпочла остаться на завоёванных мусульманами территориях. Так, например, сыновья короля Витицы получили от арабов в частное владение богатые земли вестготской короны.
В 718 году мусульмане контролировали практически весь Иберийский полуостров, а в 721 году ими была завоевана и Септимания, где правил последний вестготский король Ардо. Только в самых северных районах королевства мусульмане встретили серьёзное сопротивление, и эти районы остались не завоеванными ими. Там в 714 году был провозглашён новый вестготский король Агила II, и там в 718 году возникло новое королевство, ставшее плацдармом Реконкисты и зародышем будущей Испании.
Главной причиной краха Королевства вестготов была слабость института королевской власти, перманентная борьба верхушки правящего слоя за трон. Одной из причин успехов мусульман в их иберийском походе было также то, что немалая часть местного населения видела в пришельцах не столько захватчиков, сколько освободителей. Другой причиной была умелая политика завоевателей, предлагавших своим противникам приемлемые условия капитуляции, включая возможность сохранять свою веру и самим управлять своими делами.

## Исторические документы
- Хроника вестготских королей.
- Исидор Севильский. История готов.
- Иоанн Бикларский. Хроника.
- Иордан. О происхождении и деяниях гетов
- The Visigothic code (англ.) — Вестготская правда.